# Demasiado jóvenes
Demasiado jóvenes es una película argentina de 1958, dirigida por Leopoldo Torres Ríos. Fue protagonizada por Oscar Rovito y Bárbara Mujica. Estrenada el 13 de marzo de 1958, en el cine Ópera de Buenos Aires. Recibió mención especial como mejor película de habla española en el Festival de San Sebastián y el primer premio en el Festival de Cine Argentino de Río Hondo.

## Sinopsis
El despertar al amor de dos adolescentes.

## Actores
- Oscar Rovito, Luis
- Bárbara Mujica, Aída
- Rodolfo Zenner, Paolo
- Félix Robles, Padre de Luis
- Ana Casares, La modelo
- Menchu Quesada, profesora de piano
- Miguel Dante, Profesor de pintura
- Félix Ribero, Policía
- Lina Rosellini, Rosita
- Andrea Roma, La nena de las cartas
- Dora Patiño, Hermana de Luis
- Lautaro Murúa, Pablo Barros
- Alba Mujica, Señora a la que Luis piropea

## Premios
- Festival de San Sebastián (1958): Mención especial como mejor película en español
- Festival de Cine Argentino de Río Hondo (1958): Primer premio